# Kirsti Koch Christensen
Kirsti Koch Christensen (Oslo, 1 december 1940) is een Noorse taalkundige die van 1999 tot 2005 rector was van de Universiteit van Bergen.
Kirsti Koch Christensen behaalde in 1978 een masterdiploma in taalkunde aan de Universiteit van Oslo. Ook studeerde ze aan de Universiteit van Hawaï, het Massachusetts Institute of Technology (MIT), Stanford, en in Kobe (Japan). In 1991 werd ze benoemd tot professor in de taalkunde aan de Universiteit van Bergen, waarbij ze voornamelijk verantwoordelijk was voor het Japans. Eerder was ze associate professor in de taalkunde aan de Universiteit van Bergen (1988–1990) en aan de Universiteit van Oslo (1990–1991).
Koch Christensen heeft verschillende bestuursposities bekleed, zowel in de academische als in de zakelijke wereld. Van 2002 tot 2005 had ze de leiding over de Noorse Associatie voor het Hoger Onderwijs (Noors: Universitets- og høgskolerådet, UHR). Ook is ze sinds 2003 voorzitter van het Center for Advanced Study in Theoretical Linguistics (CASTL), en voorzitter van het Noorse Instituut voor Aziëstudies (Noors: Nordisk institutt for Asiastudier), en lid van de raad van bestuur van de Noorse Onderzoeksraad. Ook had ze bestuursfuncties bij het Nationale Instituut voor Voeding en Zeevruchten (Noors: Nasjonalt institutt for ernærings- og sjømatforskning, NIFES), het cultureel festival Festspillene i Bergen, de uitgeverij Gyldendal Norsk Forlag en Statoil.
Op 3 april 2003 werd Koch Christensen benoemd tot Ridder Eerste Klas in de Noorse Orde van St. Olaf. In 2006 ontving ze de Japanse Orde van de Rijzende Zon, derde klasse, voor haar inzet voor de Japanse cultuur, de ontwikkeling van de Japanse taalwetenschap in Noorwegen, en haar bijdrage aan de goede relatie tussen Noorwegen en Japan.